# Louis Le Prince
Louis Aimé Augustin Le Prince (Metz, 28 augustus 1842 – vermist sinds 16 september 1890) was een Franse uitvinder, die bekendstaat als een van de pioniers op het gebied van de filmtechniek. Veel filmhistorici zien hem zelfs als de vader van de film. Hij maakte de eerste bewegende beelden op papier, met een camera met een enkele lens.
Le Prince werkte onder andere in het Verenigd Koninkrijk en de Verenigde Staten. Hij maakte in 1888 een doorbraak op het gebied van film. In oktober dat jaar maakte hij het filmpje Roundhay Garden Scene, enkele jaren voordat uitvinders als Thomas Edison en Auguste en Louis Lumière met hun camera’s en films kwamen.
Hij verdween op mysterieuze wijze plotseling op 16 september 1890, terwijl hij bezig was aan een treinreis. Zijn verdere lot is onbekend. Er zijn inmiddels aanwijzingen dat hij op die dag is verdronken (zie #Verdwijning).

## Biografie

### Jonge jaren
Le Prince werd geboren in Metz op 28 augustus 1842. Zijn vader was majoor bij de artillerie van het Franse leger en een Officier in het Franse Legioen van Eer. Le Prince bracht in zijn jeugd veel tijd door in de fotografiestudio van zijn vaders vriend, Louis Jacques Mandé Daguerre. Van hem kreeg Le Prince ook lessen in fotografie en scheikunde. Tevens hielp Le Prince Daguerre met diens ontwikkeling van de daguerreotypie.
Voor zijn studie volgde Le Prince onder andere schilderlessen in Parijs, en studeerde hij scheikunde aan de Universiteit Leipzig. In 1866 verhuisde Le Prince naar Leeds in het Verenigd Koninkrijk, na een uitnodiging van John Whitley om deel te nemen aan Whitley Partners of Hunslet, In 1869 trouwde Le Prince met Elizabeth Whitley, Johns zus en een getalenteerd kunstenaar. Samen stichtten ze in 1871 de Leeds Technical School of Art. Tevens verkregen ze bekendheid voor het toepassen van kleurenfotografie op metaal en aardewerk. Ze mochten onder andere portretten maken van Koningin Victoria en premier William Gladstone.

### Ontwikkeling van de camera
In 1881 ging Le Prince naar de Verenigde Staten als vertegenwoordiger van Whitley Partners. Later liet hij ook zijn familie overkomen. Hij werd, nadat zijn contract afliep, manager voor een groep Franse kunstenaars die zich bezighielden met panorama’s. Deze werden onder andere tentoongesteld in New York, Washington DC en Chicago. Tijdens deze periode begon Le Prince te experimenteren met bewegende filmbeelden.
Hij ontwikkelde een camera met 16 lenzen, die gekoppeld was aan een projector. Dit was de eerste uitvinding waarop hij een patent kreeg. De camera was in staat bewegingen vast te leggen, maar een groot succes was het niet daar elke lens het object of de persoon die werd gefilmd vanuit een ander oogpunt fotografeerde.

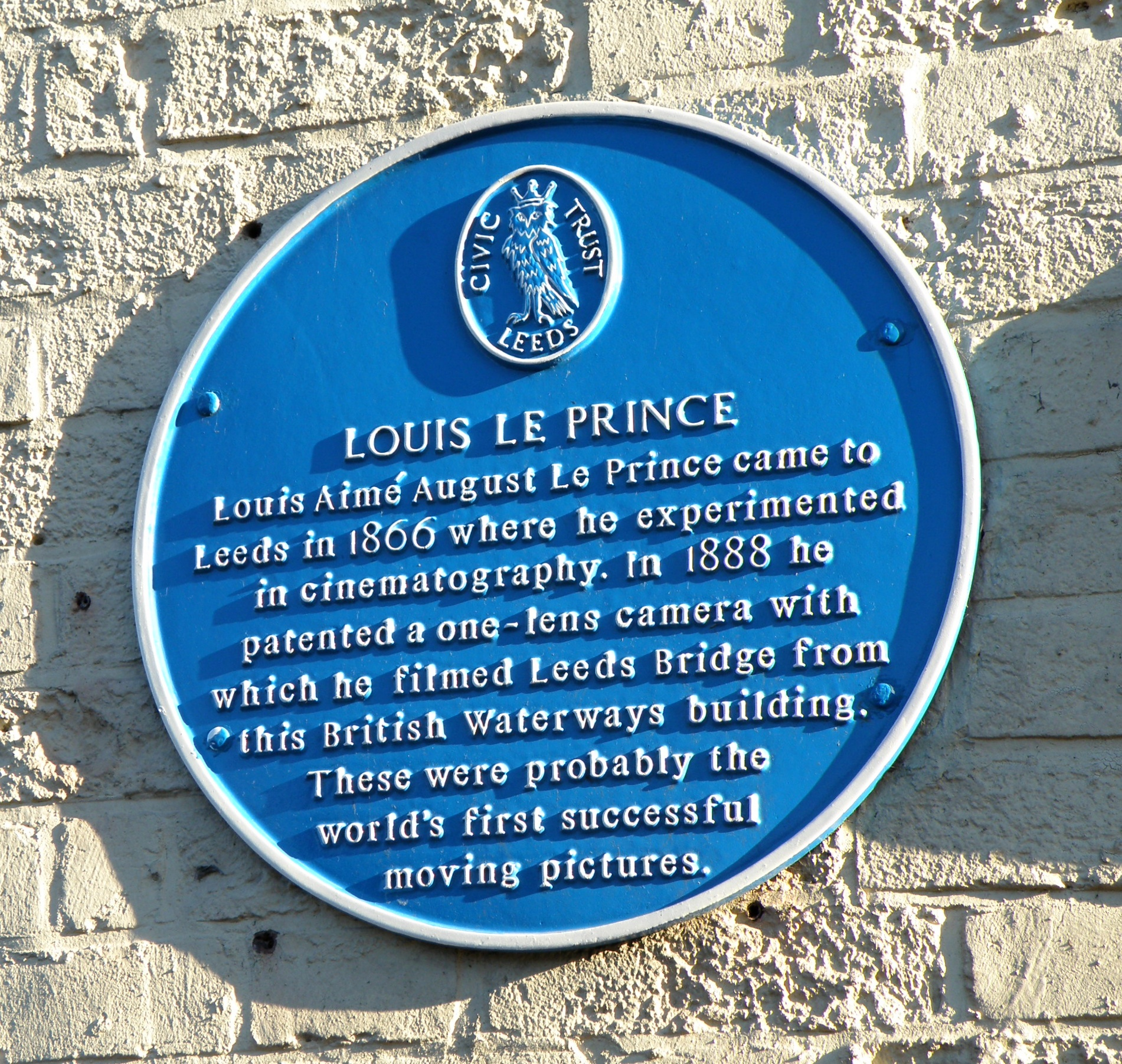
Het plakkaat in Leeds

Na zijn terugkeer naar Leeds in mei 1887, bouwde en patenteerde Le Prince een camera met enkele lens. Deze werd voor het eerst gebruikt in oktober 1888 voor het filmen van Roundhay Garden Scene, mogelijk de eerste bewegende beelden ter wereld. Later maakte Le Prince met dezelfde camera een opname van het verkeer op Leeds Bridge. De plek vanwaar deze opnames werden gemaakt zijn tegenwoordig gemarkeerd met een blauw plakkaat.

## Verdwijning
Op 16 september 1890 ging Le Prince in Dijon aan boord van een trein richting Parijs. Hij zou daar, volgens eigen zeggen, vrienden ontmoeten met wie hij samen verder zou reizen naar het Verenigd Koninkrijk en vervolgens de Verenigde Staten om Le Prince’ nieuwe camera te promoten. Le Prince arriveerde echter nooit in Parijs, en sindsdien is er niets meer van hem vernomen. Ook zijn lichaam is nooit gevonden.
De Franse politie, Scotland Yard en Le Prince’ familie ondernamen een grote zoekactie, maar Le Prince’ lichaam noch zijn bagage werd ooit teruggevonden. 
Er doen verschillende verklaringen omtrent zijn verklaring de ronde. Zo is wel beweerd dat Le Prince mogelijk nooit in de trein gezeten heeft, daar alleen zijn broer hem had zien instappen in Dijon en niemand in de trein meende hem te hebben gezien. Een andere theorie is dat Le Prince zelfmoord wilde plegen omdat hij op het randje van een faillissement stond. Hij zou daarbij doelbewust gezorgd hebben dat niemand zijn lichaam kon vinden nadat hij zichzelf eenmaal het leven had benomen. In 1966 kwam Jacques Deslandes met de theorie dat Le Prince met instemming van zijn familie zelf zijn verdwijning in scène zou hebben gezet vanwege financiële redenen.
De tegenwoordig breedst gedragen verklaring is echter dat Le Prince is verdronken. In 2003 dook in een Parijs’ politiearchief een foto op uit 1890 van een verdronken man, die sterk op hem leek.

## Erkenning
Vanwege zijn verdwijning kreeg Le Prince niet de kans zijn uitvinding op het gebied van film aan het grote publiek te demonstreren. Zijn bijdrage in de ontwikkeling van de film raakte dan ook al snel in de vergetelheid. Mede hierdoor wordt Thomas Edison vaak als de uitvinder van de film gezien. In Leeds wordt Le Prince echter nog altijd herdacht als een lokale held. Op 12 december 1930 onthulde de burgemeester van Leeds op de plaats van Le Prince’ voormalige werkplaats een bronzen herinneringsplaat. In Frankrijk werd de "Association des Amis de Le Prince" opgericht, welke nog altijd bestaat in Lyon. In 1992 besteedde de Japanse filmmaker Mamoru Oshii in zijn film Talking Head aandacht aan Le Prince en andere vergeten pioniers uit de filmwereld.

## Nalatenschap

### Overgebleven materiaal
Le Prince ontwikkelde zijn camera met enkele lens in een werkplaats op 160 Woodhouse Lane, Leeds. Een geüpdatete versie van dit model werd gebruikt om zijn films mee te regisseren. Van zijn filmmateriaal is overgebleven: een scène in de tuin van Oakwood Grange (het familiehuis in Roundhay van zijn vrouw), een scène op de Leeds Bridge en een scène van een Accordeonspeler.
Deze films bestaan nu niet meer, omdat Le Prince samen met zijn bagage twee jaar later verdween, maar delen van de originele papieren filmstrip die nog in zijn camera (Mark II) zaten, werden later teruggevonden.
Een halve eeuw later gaf Le Prince' weduwe zijn filmcamera aan het Science Museum in Londen. De camera bevindt zich nu in het National Museum of Photography, Film and Television (NMPFT) in Bradford. Dit museum is geopend in 1983 en in 2006 hernoemd naar het National Media Museum. In mei 1931 maakte de medewerkers van het Science Museum fotografische platen van fotokopieën van de individuele beelden van de film. Marie Le Prince schonk hun deze foto's. In 1999 waren de kopieën hersteld, geremasterd en opnieuw geanimeerd om een digitale versie te maken. Die versie werd geüpload naar de NMPFT-website. Deze versies maken gebruik van de moderne cinematografische beeldsnelheid van 24 beelden per seconde (Roundhay Garden: 24,64 beelden per secondes en Leeds Bridge: 23,50 beelden per seconde), maar Le Prince gebruikte destijds andere beeldsnelheden. Als test gebruikte hij verschillende beeldsnelheden bij verschillende films. Volgens Adolphe Le Prince, die zijn vader in Leeds assisteerde, is Roundhay Garden geschoten met 12 beelden per seconde en Leeds Bridge met 20 beelden per seconde.
Sinds de NMPFT-uitgave zijn er verschillende titels gebruikt om naar de naamloze films te verwijzen, zoals "Leeds Bridge" en "Roundhay Garden Scene". Eigenlijk zijn alle huidige online versies van zijn films (zowel filmpjes als afbeeldingen ervan) afkomstig van de bestanden van NMPFT. Deze vaak gebruikte titels komen waarschijnlijk niet overeen met hoe Le Prince ze noemde, want hij is oorspronkelijk een Fransman. "Leeds Bridge" is echter waarschijnlijk wel de originele titel geweest, want met die titel werd er naar de film verwezen door Frederic Mason, Le Prince' monteur.

### Man Walking Around A Corner (LPCC Type-16)

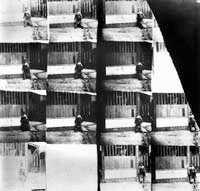
Ongeremasterde film, originele beeldenkopie (14 beelden) van het Science Museum in London circa 1931. (Geschonken door NMPFT, Bradford)

De laatst overgebleven film van Le Prince' camera met 16 lenzen is een beeldenserie van een man die een hoek om loopt. De film is waarschijnlijk geschoten met zijn camera met 16 lenzen, maar dit is niet geheel zeker, omdat het lijkt alsof het gemaakt is met een enkele glasplaat en niet met een Eastman American Film-filmrolletje.

### Roundhay Garden Scene (LPCCP Type-1 MkII)

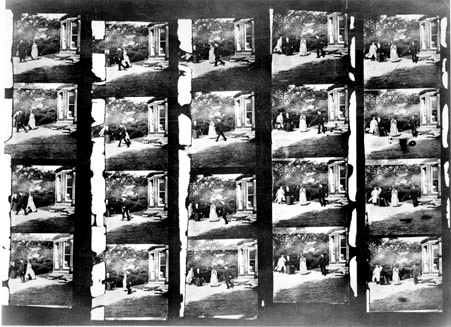
Roundhay, originele beeldenkopie uit 1888 (20 beelden) van het Science Museum in London circa 1931 (Geschonken door NMPFT, Bradford).
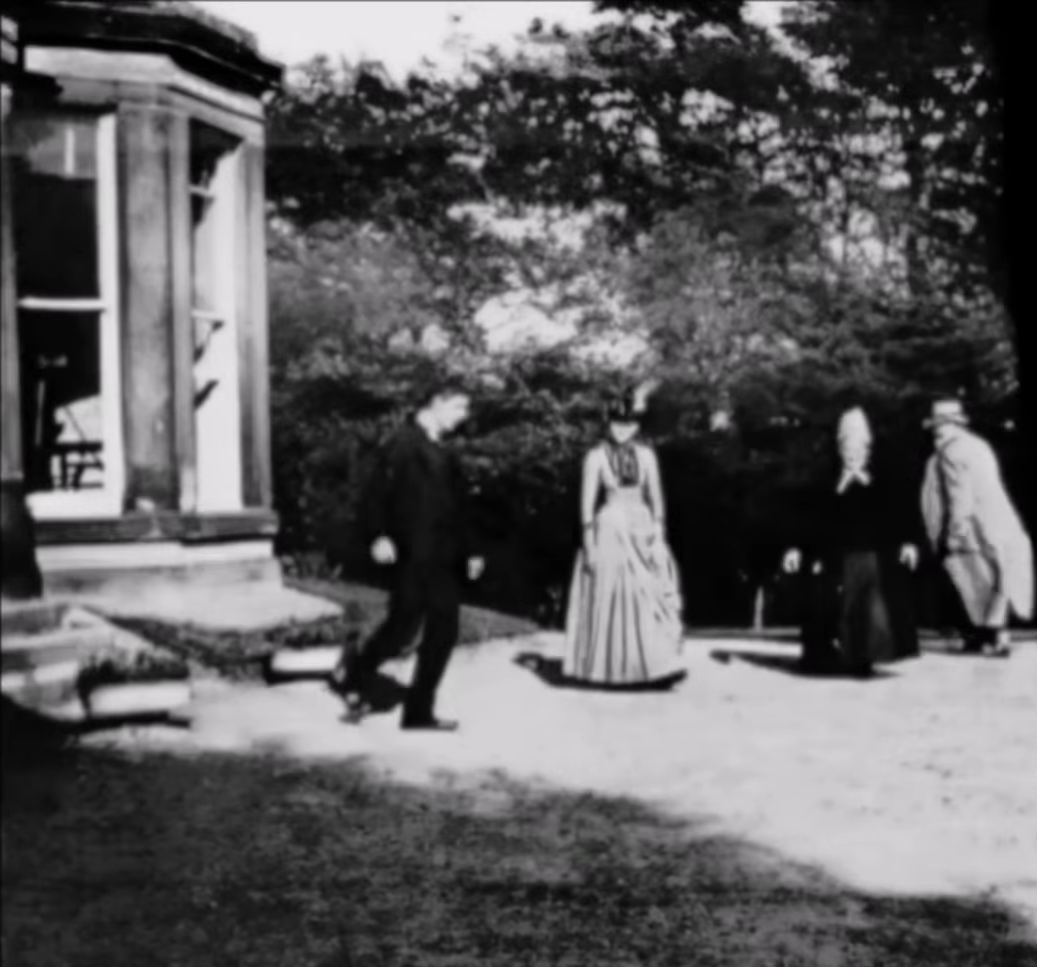
Roundhay, remaster-versie (52 beelden) van NMPFT, Bradford uit 1999.

Deze film was opgenomen in de tuin van Le Prince' schoonouders in Oakwood Grange, Roundhay, Leeds op 14 oktober 1888. Er bestaan twee versies van de film. Een daarvan is een kopie uit 1931 van het Science Museum. Deze versie bestaat uit 20 beelden (lengte: 1,66 seconden met 12 beelden per seconde). Er is ook een digitale versie gemaakt door de NMPFT en deze bevat 52 beelden (lengte: 2,11 seconden met 24,64 beelden per seconde). Bij de digitale versie zijn de linker- en de rechterkant van de film omgedraaid, omdat het huis in de kopie van 1931 eigenlijk verkeerd staat (aan de rechterkant). Het beeld is toentertijd waarschijnlijk opzettelijk gespiegeld, omdat papieren delen vastzaten op de linkerkant van de film, wat de zichtbaarheid zou verminderen als het beeld niet omgedraaid was. De reden was zowel psychologisch als cultureel: het oog van een Westerse kijker is gewend om automatisch van linksboven naar rechts te kijken; deze reflex komt door de leesrichting die we hebben geleerd toen we nog een kind waren. De beschadigde kant van de film leidt tot verdraaiing en vervorming op de rechterzijde van de digitale versie en op de linkerzijde van de versie uit 1931.

### Leeds Bridge (LPCCP Type-1 MkII)

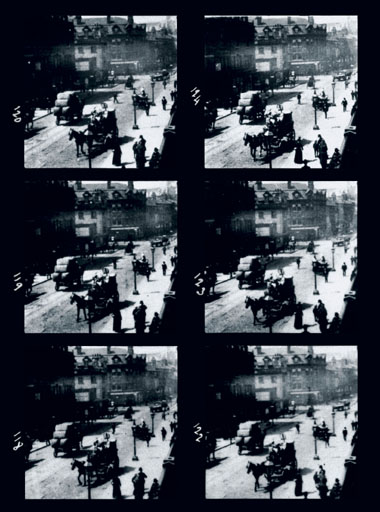
6-beeldenserie (118-124) van Leeds Bridge (Science Museum, London, 1923)
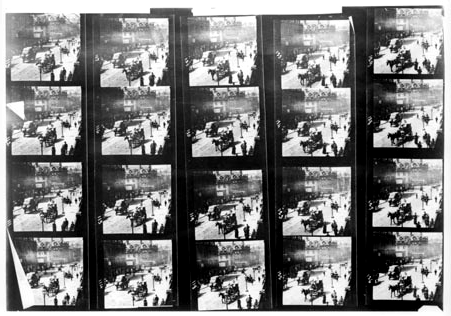
20-beeldenserie van Leeds Bridge (Science Museum, London, 1931)

Louis Le Prince filmde het verkeer op de Leeds Bridge vanaf een hoge verdieping van een soort van bouwmarkt genaamd Hicks. Een aantal van de overgebleven beelden komen uit de NMPFT-inventaris van 1923 (beeld 118-120 & 122-124), maar de grootste serie beelden komt uit de 1931-inventaris (beeld 110-129). De digitale versie die de NMPFT hiervan heeft gemaakt, bestaat uit 65 beelden (lengte: 2,76 seconden met 23,50 beelden per seconde). Volgens Adolphe Le Prince, die zijn vader hielp tijdens de opname ergens in het einde van oktober 1888, was de originele film echter opgenomen met 20 beelden per seconde op 60mm-film.

### Accordion Player (LPCCP Type-1 MkII)

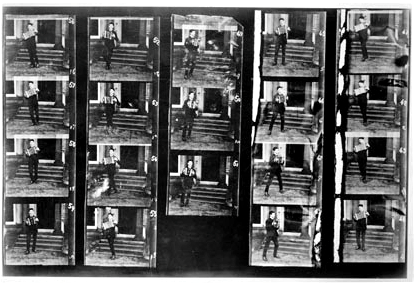
Ongeremasterde film, originele beeldenkopie uit 1888 (20 beelden) van het Science Museum in London circa 1931.

In de laatst overgebleven film van Le Prince' camera met enkele lens speelt Adolphe Le Prince op een trekzak. De film was opgenomen op de trap voor het huis van Joseph Whitley, Adolphes grootvader. Het opnamejaar is waarschijnlijk 1888. De NMPFT heeft deze film niet geremasterd.

## Fictie
- Marente de Moor, Roundhay, Tuinscène. Roman. Querido, 2013. ISBN 9789021449951